# Nadeschda Wladimirowna Smirnowa
Nadeschda Wladimirowna Smirnowa (russisch Надежда Владимировна Смирнова, wiss. Transliteration Nadežda Vladimirovna Smirnova, * 22. Februar 1996 in Sergijew Possad) ist eine russische Fußballspielerin. Sie steht derzeit bei ZSKA Moskau unter Vertrag und spielte 2016 erstmals für die A-Nationalmannschaft.

## Karriere

### Vereine
Nadeschda Smirnowa begann ihre Karriere 2014 bei FK Rossijanka. Im Jahr 2015 spielte sie dann für den FC Sorki Krasnogorsk, ehe sie wieder zu FK Rossijanka zurückkehrte. Im Jahr 2016 wurde sie von ZSKA Moskau verpflichtet.

### Nationalmannschaft
Smirnowa spielte zunächst für die U17- und U19-Nationnalmannschaft. Am 2. März 2016 kam sie in einem Spiel gegen Portugal im Turnier um den Algarve-Cup 2016 erstmals für die A-Nationalmannschaft zum Einsatz. Bei der Europameisterschaft 2017 kam sie in allen drei Spielen der Gruppe B von Beginn an zum Einsatz. Im Spiel gegen Bosnien-Herzegowina im Rahmen der Qualifikation für die Weltmeisterschaft 2019 am 5. April 2018 erzielte sie ihre ersten beiden Länderspieltore. Mit der Mannschaft nahm sie ferner an der April-Ausgabe des Vier-Nationen-Turnier in China teil und kam in einem Teilnehmerfeld von vier Mannschaften im Halbfinale und im Spiel um Platz 3 zum Einsatz. In beiden Spielen erzielte sie jeweils ein Tor. Des Weiteren wurde sie auch in allen acht Spielen der EM-Qualifikationsgruppe A berücksichtigt, in denen ihr zwei Tore gelangen, wie auch in sechs von acht Spielen der WM-Qualifikationsgruppe E, in der ihr im zweiten Spiel am 21. September 2021 in Moskau, beim 5:0-Sieg über die Nationalmannschaft Montenegros, ein Hattrick gelang. Am 28. Februar 2022 schlossen die UEFA und die FIFA Russland aufgrund des Überfalls auf die Ukraine jedoch von allen Wettbewerben aus. Am 2. Mai 2022 entschied die UEFA, die russische Mannschaft aus der Qualifikation auszuschließen, sodass diese als Fünfergruppe beendet wurde. Alle Spiele der russischen Mannschaft wurden annulliert.

## Erfolge
Studentinnen-Nationalmannschaft
- Bronzemedaillen-Gewinner Fußballturnier Universiade 2017

FK Rossijanka
- Russischer Meister 2016

ZSKA Moskau
- Russischer Pokal-Sieger 2022, 2023

## Sonstiges
Smirnowa nahm als Studentin an der Staatlichen Moskauer Akademie für Leibeserziehung am Fußballturnier im Rahmen der vom 18. bis zum 30. August 2017 in Taipeh ausgetragenen Sommer-Universiade 2017 teil. Sie wurde in den zwei Spielen der Gruppe D (1:0 vs. Südafrika am 20. August, 2:1 vs. Team GB am 22. August) sowie im Viertel- und Halbfinale (5:4 i. E. vs. Südkorea am 24. August, 0:1 vs. Brasilien am 26. August) eingesetzt. Im abschließenden und mit 5:0 (erneut) gegen die Studentenmannschaft Südafrikas gewonnenen Spiel um Bronze am 28. August wurde sie ebenfalls berücksichtigt.